# 才賀藤吉
才賀 藤吉（さいが とうきち、1870年8月7日（明治3年7月11日） - 1915年（大正4年）7月29日）は、明治末期から大正初期にかけて活躍した実業家、代議士。各地の電気会社や鉄道会社の経営に参画し、電気王と称された。

## 生涯

### 才賀電機商会創立まで
1870年大阪に生まれる。大阪の実業家の丁稚となり、その実業家の援助により共立学校（現・開成高等学校）に入学する。卒業後大阪電灯株式会社に入社。1893年には退社して東京の三吉電機工場に入社する。三吉電機工場は京都電気鉄道（後の京都市電）の建設工事を請負い、そこで才賀は現場監督となる。1896年三吉電機工場を退社して今までの経験を元に京都で才賀電機商会を設立する。

### 才賀電機商会の展開
才賀電機商会は当初紡績工場での照明電気工事の請負などしていたが、やがて地方の電気会社（電力会社）や鉄道の設立に関与するようになった。
地方では電気会社（電力会社）や鉄道の設立の機運が高まっていたがノウハウに乏しく、技術者や関係官庁との折衝ができる人物を必要としていた。そういった地方に才賀が乗り込み提案した。才賀電機商会が工事を請け負い、資材の購入をし、技術者を送り込んで技術指導をする。資金が不足していれば資金の提供をする。そうすることによって電気会社（電力会社）や鉄道が地方でも実現できた。
才賀は全国を飛び回り地方の資本家たちに提案していき短期間のうちに次々と会社を設立しその会社の責任者となった。才賀が関係した企業は100社とも150社ともいわれている。当時の新聞によると破綻した時点で以下の各社の名が挙げられている。
開業之部
伊予鉄道（愛媛）、岡崎電気軌道（愛知）、岩村電気軌道（岐阜）、成宗電気軌道（千葉）、美濃電気軌道（岐阜）、王子電気軌道（東京）、吾妻温泉馬車軌道（群馬）、松阪軽便鉄道（三重）、伊予水力電気（愛媛）、七尾電気（石川）、尾鷲電気（三重）、摂津電気、鞆電気（広島）、中国電気（広島）、大分水力電気（大分）、東児島電気（岡山）、北備電気（岡山）、両丹電気（京都）、出雲電気（島根）、松阪水力電気（三重）、明石電灯（兵庫）、和歌山水力電気（和歌山）、岩内水力電気（北海道）、日向水力電気（宮崎）、新潟水力電気（新潟）、伊予電力織布（愛媛）、篠山電灯（兵庫）、沖縄電気（沖縄）、碧海電気（愛知）
未開業之部（目下工事中）
大津電車軌道（滋賀）、沖縄電気軌道（沖縄）、鞍手軽便鉄道（福岡）、讚岐電気軌道（香川）、宮崎軽便鉄道（宮崎）、磐城軽便鉄道、玉島軽便鉄道（岡山）、伊勢鉄道（三重）、立山軽便鉄道（富山）、三島電気（新潟）、高浜電気（福井）、宗像電気（福岡）、曦電気（千葉）、東金電気（千葉）、水海道電気（茨城）、芸備電気、犬養水力電気（大分）、湯平水力電気（大分）、北原水力電気（高知）、一畑軽便鉄道（島根）、三河鉄道（愛知）、信濃鉄道（長野）、大島電気（山口）、新見電気（岡山）、隠岐電灯（島根）、浜阪電灯（岡山）、房総電気（千葉）、井原電気（岡山）、因島電気（広島）、下妻電気（茨城）、霧島水電（宮崎）、江戸川電気（東京）
許可未設立の分
彦島電気（山口）、庄原電気（広島）、浅口電気（岡山）、木の江電気（広島）、瀬戸田電気、牛窓電気（岡山）。
また代議士を務めていた伊予鉄道社長の井上要が立候補を辞退して才賀が後継に指名され、愛媛県から1908年に代議士に、1912年にも再選される。

### 才賀電機商会の破綻
設立した鉄道会社などから工事代金を株式で受け取り、それを担保に金融機関などから融資を受けさらに新規事業に投入するという形で拡大を続けた才賀電機商会であったが経理は不透明であり、取引金融機関にさえ営業報告書を提出しなかった。
そして三井の不正手形事件がおこってからは金融機関が手形に対して警戒を強め、手形割引しづらい状況ができていた中、明治天皇の大喪の礼により一斉に銀行が1912年9月13日より15日まで臨時休業した。その結果地方からの入金が滞ったため9月16日不渡りをだし、才賀電機商会はいきづまった。
才賀は北浜銀行の岩下清周や日本生命の片岡直温らに救済を求めた。紆余曲折のうち岩下清周は日本興業株式会社を設立して再建に向かって動き出したが、その後日本生命は手を引き北浜銀行が破綻したため、日本興業は解散せざるを得なくなり、救済はならなかった。
関係する会社の代表を退いた才賀は日本興業で一社員として勤めることとなりその後1915年に亡くなった。宮崎鉄道では弔慰金100円を支給している